# Согра (Верхнетоемский район)
Со́гра — деревня Верхнетоемского округа Архангельской области России, с 2006 года административный центр Горковского сельского поселения (МО «Горковское»), ранее — центр Горковского сельсовета. С 1 июня 2021 года административный центр Горковского территориального отдела

## Этимология
Согра — это заболоченная низина, поросшая лесом.

## География
Деревня Согра расположена на юго-востоке Архангельской области, в восточной части Верхнетоемского округа, на правом берегу реки Пинеги, впадающей в Северную Двину, примерно в 78 км к северо-востоку от районного центра — села Верхняя Тойма — и почти 350 км к юго-востоку от областного центра — города Архангельска. В деревне 18 улиц. Ближайшие населённые пункты — деревни Керас, Пурышевская.

## История
Заболоченный лес из одних корявых ёлок называется согрой, и Согра — название села на Пинеге, где устроился горьковский сельсовет. В эту самую Согру звонил по телефону секретарь райкома из Верхней Тоймы к председателю сельсовета, чтобы он непременно достал нам для путешествия в Чащу карбас, примус, а также свинины и масла…— М. М. Пришвин. «Берендеева чаща»

## Население
| 2002 | 2010 |
| ---- | ---- |
| 611  | ↘523 |

В 2009 году числилось 490 человек.

### Топографические карты
- Лист карты P-38-45,46 Согра. Масштаб: 1 : 100 000. Состояние местности на 1984 год. Издание 1990 г.
- Согра на Wikimapia
- Согра на OpenStreetMap